# Ampyx (trilobite)
Pour les articles homonymes, voir Ampyx.
Genre
Espèces de rang inférieur
- † A. cetsarum Fortey et Owens, 1978
- † A. gongwusuensis Lee et al., 2016
- † A. nasutus Dalman, 1827
- † A. priscus Thoral[1], 1935

Ampyx est un  genre fossile de trilobites asaphides, de la famille des Raphiophoridae (en). Le genre a connu une vaste répartition géographique au cours de l'Ordovicien et du Silurien, soit il y a environ entre 485,4 et 419,2 millions d'années.

## Description

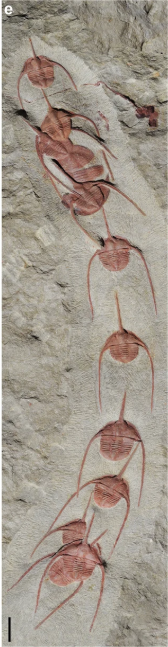
Fossiles d'Ampyx priscus
du biotope de Fezouata (Trémadocien du Maroc
alignés en « file indienne » lors d'une migration ou regroupement.

Le genre Ampyx est caractérisé par la présence de trois grandes épines portées sur son céphalon :
- deux épines génales (sur ses joues), pointées vers l'arrière de l'animal ;
- et une épine frontale pointée vers l'avant, portée sur sa glabelle[2].

Les espèces du genre Ampyx ont une longueur de quelques centimètres, 4 cm en moyenne.

## Comportement collectif

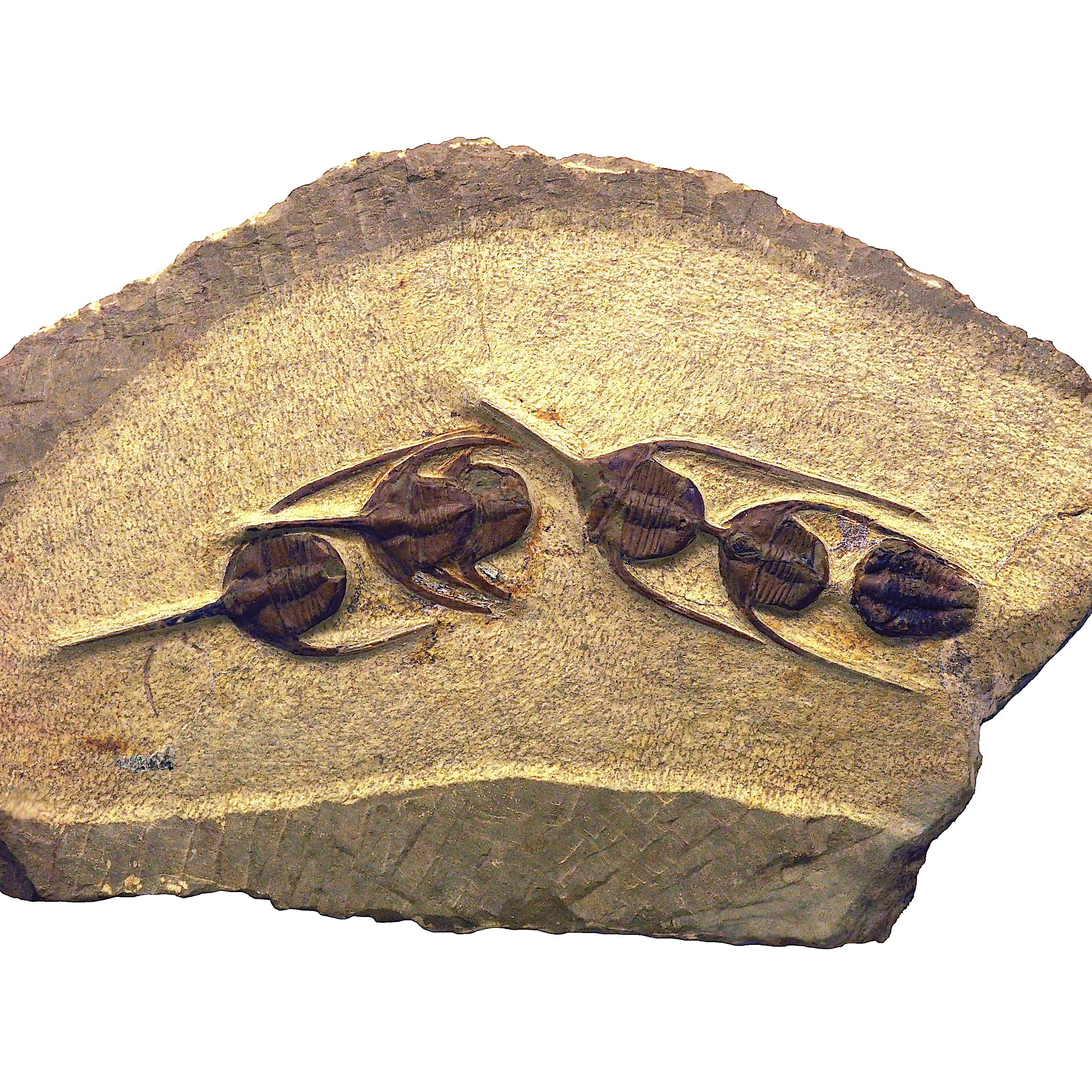
Groupe aligné d'Ampyx cetsarum.

En 2019, des fossiles « alignés en procession » d'Ampyx priscus ont été étudiés dans des sédiments de l'Ordovicien inférieur (Trémadocien supérieur), soit il y a environ 480 Ma (millions d'années), de la formation géologique des argiles de Fezouata au Maroc près de Zagora,,.
Ces fossiles sont tous des individus matures, tous complets et tournés dans la même direction en « file indienne » ; les files étudiées regroupent de 3 à 22 spécimens. L'interprétation fournie par Jean Vannier et ses collègues serait que ces trilobites se déplaçaient ainsi « à la queue leu-leu » au cours de leur migration. 
La distance entre les individus est relativement courte et dépasse rarement le double de la longueur moyenne du corps (45 mm). La longueur de l'épine glabellaire (frontale) dépasse légèrement la distance moyenne entre deux trilobites, et celle des épines génales (joues) est au moins deux fois plus longue que celle-ci. Ainsi, les spécimens sont fréquemment en contact les uns avec les autres via leurs longues épines. Ce phénomène de « procession » est connu chez les langoustes actuelles lors de leurs migrations, soit en réponse à une destruction de leur environnement après une tempête, soit pour atteindre leurs sites de reproduction,.
« Ce comportement collectif serait déclenché par des signaux hydrodynamiques dans lesquels une stimulation mécanique détectée par des capteurs de mouvement et tactiles peuvent avoir joué un rôle majeur, ou d’un comportement de reproduction saisonnier pouvant conduire à la migration de congénères sexuellement matures vers des frayères, éventuellement sous l’effet d’une attraction chimique (phéromones) ».
Ce comportement de groupe pourrait également être une réponse à un stress environnemental de tempêtes saisonnières.
La mise en évidence d'un tel comportement de groupe chez des euarthropodes primitifs suggère que des modèles intraspécifiques au niveau des groupes comparables à ceux des animaux modernes existaient déjà il y a 480 millions d'années au tout début de l'événement de grande biodiversification ordovicienne, lorsque les écosystèmes sont devenus plus complexes et où ce type de comportement pouvait favoriser les chances de reproduction et de survie au stress environnemental.

## Liste des espèces
De nombreuses espèces ont été inventées dont la validité est à confirmer :
- † A. cetsarum [9] ;
- † A. gongwusuensis [10] ;
- † A. linleyensis[11] ;
- † A. nasutus [12] ;
- † A. priscus [1].

### Autres espèces
Espèces listées dans Fossilworks :
- † A. abnormalis ;
- † A. compactus ;
- † A. delicatulus ;
- † A. foveolatus ;
- † A. laeviusculus ;
- † A. lobatus ;
- † A. porcus ;
- † A. punctolineatus ;
- † A. spongiosus ;
- † A. toxotis ;
- † A. virginiensis ;
- † A. walcotti.

## Répartition géographique
Des fossiles du genre Ampyx ont été découverts dans de nombreux pays.
Dans le Silurien :
- Italie ;
- Royaume-Uni.

Dans l'Ordovicien :
- dans les formations géologiques d'Acoite, Suri, Ponon-Trehue, Sepulturas et San Juan en Argentine ;
- formation géologique de Sella, Bolivie ;
- Australie ;
- Canada (Colombie-Britannique, Terre-Neuve et Labrador, Territoires du Nord-Ouest, Québec, Yukon) ;
- Chine ;
- France ;
- Iran ;
- Irelande ;
- Maroc (formation géologique des argiles de Fezouata) ;
- Norvège ;
- Russie ;
- Suède ;
- Royaume-Uni ;
- United States (Californie, Maine, Nevada, Tennessee, Virginie).